# General der Infanterie
Le grade de General der Infanterie (en français : « général d'infanterie ».) est un grade d’officier général de l'armée de terre allemande ou de l'armée de terre autrichienne, qui est équivalent à celui de général de corps d'armée en France.

## Historique
Le grade de General der Infanterie est utilisé depuis le XIXe siècle. Il se situe entre le grade de Generalleutnant et celui de Generaloberst dans la Wehrmacht. Il correspond au grade de général de corps d'armée dans l'armée française contemporaine. En 1935, la Wehrmacht introduisit de nouveaux grades à côté des anciens : General der Nachschubtruppe (approvisionnement), General der Gebirgstruppen (troupes de montagne), General der Fallschirmtruppen (troupes parachutistes) et General der Nachrichtentruppen (troupes de transmissions).

## Correspondance dans les autres armes (de la Heer ou de la Luftwaffe)

### Heer (armée de terre)
- General der Infanterie pour l'infanterie
- General der Kavallerie pour la cavalerie
- General der Artillerie pour l'artillerie
- General der Panzertruppe pour les troupes blindées (de) (1935-1945)
- General der Pioniere pour le génie (1938-1945)
- General der Gebirgstruppe pour les troupes de montagne (de) (1940-1945)
- General der Nachrichtentruppe pour les services des transmissions (1940-1945)

### Luftwaffe (armée de l'air)
- General der Fallschirmtruppe pour les unités parachutistes
- General der Jagdflieger pour la chasse aérienne ; dans ce cas, il ne s'agit pas d'un grade mais d'une fonction d'inspection (sans commandement)[b]
- General der Flieger pour les unités aériennes (sans précision)
- General der Flakartillerie pour la défense antiaérienne
- General der Luftnachrichtentruppe pour les transmissions dans l'armée de l'air
- General der Luftwaffe pour l'armée de l'air, de manière non précise

## Liste des officiers ayant porté ce grade
A
- Erich Abraham (1895-1971)
- Eugen von Albori (de) (1838-1915)
- Viktor Albrecht (1859-1930)
- Karl Allmendinger (1891-1965)
- Constantin von Alvensleben (1809-1892)
- Gustav d'Alvensleben (1803-1881)
- Gustav von Arnim (1829-1909)
- Helge Auleb (1887-1964)

B
- Ernst von Bacmeister (de) (1853-1938)
- Guillaume de Bade (1829-1897)
- Max von Bahrfeldt (1856-1936)
- Carl von Bardolff (de) (1865-1953)
- Eduard von Below (1856-1942)
- Ernst von Below (1863-1955)
- Fritz von Below (1853-1918)
- Otto von Below (1857-1944)
- Georg Ferdinand von Bentheim (1807-1884)
- Eugen von Benzino (de) (1856-1915)
- Walter von Bergmann (1864-1950)
- Eugen Beyer (1882-1940)
- Franz Beyer (1892-1968)
- Bruno Bieler (1888-1966)
- Johannes Block (1894-1945)
- Günther Blumentritt (1892-1967)
- Max Bock (de) (1878-1945)
- Herbert von Böckmann (1886-1974)
- Ehrenfried-Oskar Boege (1889-1965)
- Max von Boehn (1850-1921)
- Oktavio von Boehn (1824-1899)
- Alfred Böhm-Tettelbach (1878-1962)
- August von Bomsdorff (1842-1912)
- Kurt von dem Borne (1857-1933)
- Karl von Borries (de) (1854-1938)
- Julius von Bose (1809-1894)
- Kuno-Hans von Both (1884-1955)
- Hermann von Boyen (1771-1848)
- Hermann von Brandenstein (de) (1868-1942)
- Kurt Brennecke (1891-1982)
- Ludwig Breßler (de) (1862-1955)
- Alfred von Briesen (1849-1914)
- Kurt von Briesen (1883-1941)
- Walter von Brockdorff-Ahlefeldt (1887-1943)
- Rudolph Otto von Budritzki (1812-1876)
- Walter Buhle (1894-1959)
- Heinrich von Bünau (de) (1873-1943)
- Rudolf von Bünau (1890-1962)
- Wilhelm Burgdorf (1895-1945)
- Erich Buschenhagen (1895-1994)
- Theodor Busse (1897-1986)

C
- Philipp Carl von Canstein (1804-1877)
- Adolph von Carlowitz (1858-1928)
- Martin Chales de Beaulieu (1857-1945)
- Friedrich-Wilhelm von Chappuis (1886-1942)
- Kurt von der Chevallerie (1891-1945)
- Dietrich von Choltitz (1894-1966)
- Eberhard von Claer (1856-1945)
- Eugen von Clauß (de) (1862-1942)
- Erich-Heinrich Clößner (1888-1976)
- Hermann von Colard (de) (1857-1916)
- Paul von Collas (de) (1841-1910)
- Richard von Conta (1856-1941)

D
- Viktor Dallmer (de) (1852-1936)
- Johannes von Dassel (de) (1863-1928)
- Ernst Dehner (1889-1970)
- Berthold Deimling (1853-1944)
- Friedrich Bülow von Dennewitz (1755-1816)
- Leopold Wilhelm von Dobschütz (de) (1763-1836)
- Anton Dostler (1891-1945)
- Hermann von Dresler und Scharfenstein (1857-1942)

E
- Johannes von Eben (1855-1924)
- Magnus von Eberhardt (1855-1939)
- Gottfried Edelbüttel (de) (1867-1937)
- Oskar von Ehrenthal (de) (1854-1921)
- Karl Eibl (1891-1943)
- Ernst von Eisenhart-Rothe (de) (1862-1947)
- Hugo Elstermann von Elster (1859-1945)
- Otto von Emmich (1848-1915)
- Nikolaus von Endres (de) (1862-1938)
- George von Engelbrechten (1855-1935)
- Franz von Epp (1868-1947)
- Werner von Erdmannsdorff (1891-1945)
- Waldemar Erfurth (1879-1971)
- Friedrich von Esebeck (1870-1951)
- Ludwig von Estorff (1859-1943)

F
- Max von Fabeck (1854-1916)
- Alexander von Falkenhausen (1878-1966)
- Erich von Falkenhayn (1861-1922)
- Friedrich Fangohr (1899-1956)
- Karl von Fasbender (de) (1852-1933)
- Hans Feige (1880-1953)
- Hans-Gustav Felber (1889-1962)
- Bernhard Finck von Finckenstein (1863-1945)
- Herbert Fischer (de) (1882-1939)
- Walther Fischer von Weikersthal (1890-1953)
- Paul Fleck (de) (1859-1921)
- Wolfgang Fleck (de) (1879-1939)
- Karl Georg Friedrich von Flemming (de) (1705-1767)
- Hermann Foertsch (1895-1961)
- Sigismund von Förster (1856-1934)
- Ernst von Forstner (de) (1869-1950)
- Hermann von François (1856-1933)
- Eduard von Fransecky (1807-1890)
- Erich Friderici (de) (1885-1964)
- Lothar Fritsch (de) (1871-1951)
- Georg Frotscher (de) (1868-1943)
- Georg Fuchs (1856-1939)

G
- Arthur von Gabain (1860-1939)
- Hans Gaede (1852-1916)
- Martin Gareis (1891-1976)
- Georg von Gayl (1850-1927)
- Emil Colerus von Geldern (de) (1856-1919)
- Bernard de Gélieu (1828-1907)
- Hubert Gercke (1881-1942)
- Rudolf Gercke (de) (1884-1947)
- Friedrich von Gerok (1854-1937)
- Hermann Geyer (1882-1946)
- Leopold Hentschel von Gilgenheimb (de) (1845-1919)
- Werner von Gilsa (1889-1945)
- Edmund Glaise-Horstenau (1882-1946)
- Gerhard Glokke (1884-1944)
- Bruno Neidhardt von Gneisenau (1811-1889)
- August Karl von Goeben (1816-1880)
- Hans Gollnick (1892-1970)
- Friedrich Gollwitzer (1889-1977)
- Friedrich von Gontard (1860-1942)
- Konrad Ernst von Goßler (1848-1933)
- Walter von Gottberg (de) (1823-1885)
- Walther Graeßner (1891-1943)
- Martin Grase (1891-1963)
- Anton Grasser (1891-1976)
- Kurt von Greiff (de) (1876-1945)
- Hans von Greiffenberg (de) (1893-1951)
- Ernst von Grolman (1832-1904)
- Karl von Grolman (1777-1843)
- Julius von Groß (1812-1881)
- Horst Großmann (1891-1972)
- Erich von Gündell (1854-1924)

H
- Friedrich von Haack (de) (1869-1940)
- Siegfried Haenicke (1878-1946)
- Walther Hahm (1894-1951)
- Hans Halm (de) (1879-1957)
- Hermann von Hanneken (1890-1981)
- Alexander von Hartmann (de) (1890-1943)
- Jakob von Hartmann (1795-1873)
- Otto Hasse (1871-1942)
- Wilhelm Hasse (1894-1945)
- Arthur Hauffe (1892-1944)
- Friedrich Herrlein (1889-1974)
- Carl Hilpert (1888-1948)
- Karl Friedrich von Hirschfeld (1747-1818)
- Otto Hitzfeld (1898-1990)
- Friedrich Hochbaum (1894-1955)
- Max Hofmann (1854-1918)
- Peter von Hofmann (1865-1923)
- Guillaume de Hohenzollern-Sigmaringen (1864-1927)
- Gustav Höhne (1893-1951)
- Walter Hörnlein (1893-1961)
- Albert von Holleben (1835-1906)
- Friedrich Hoßbach (1894-1980)
- Otto von Hügel (de) (1853-1928)
- Dietrich von Hülsen-Haeseler (1852-1908)

J
- Albano von Jacobi (1854-1919)
- Friedrich Wilhelm von Jagow (1771-1857)
- Erich Jaschke (1890-1961)
- Hans Jordan (1892-1975)

K
- Georg von Kameke (1817-1893)
- Friedrich Karmann (de) (1885-1939)
- Hugo von Kathen (1855-1932)
- Bodewin Keitel (de) (1888-1953)
- Werner Kienitz (1885-1959)
- Eberhard Kinzel (de) (1897-1945)
- Hugo von Kirchbach (1809-1887)
- Paul von Kneußl (de) (1862-1928)
- Baptist Knieß (1885-1956)
- Konstantin Schmidt von Knobelsdorf (1860-1936)
- Friedrich Köchling (1893-1970)
- Albert von Koller (de) (1849-1942)
- Joachim von Kortzfleisch (1890-1945)
- Robert Kosch (1856-1942)
- Hugo von Kottwitz (1815-1897)
- Konrad Kraehe (de) (1868-1943)
- Karl August Adolf von Krafft (1764-1840)
- Alfred Krauß (de) (1862-1938)
- Hans Krebs (1898-1945)
- Karl Kriebel (1888-1961)
- Ernst-Anton von Krosigk (1898-1945)
- Hermann von Kuhl (1856-1958)
- Arthur Kullmer (1896-1953)

L
- Felix Langer (1859-1940)
- Otto Lasch (1893-1971)
- Paul Laux (1887-1944)
- Leopold von Ledebur (de) (1868-1951)
- August von Lentze (de) (1870-1964)
- Paul von Lettow-Vorbeck (1831-1906)
- Alfred von Lewinski (1831-1906)
- Ernst von Leyser (1889-1962)
- Curt Liebmann (1881-1960)
- Eduard von Liebert (1850-1934)
- Kurt Liese (de) (1882-1945)
- Karl Friedrich David von Lindheim (1791-1862)
- Anton Lipošćak (de) (1863-1924)
- Alfred von Loewenfeld (1848-1927)
- Julius von Loewenfeld (1808-1880)
- Fritz von Lossberg (1868-1942)
- Walther Lucht (1882-1949)
- Erich Ludendorff (1865-1937)
- Erich Lüdke (de) (1882-1946)
- Rudolf Lüters (1883-1945)
- Walther von Lüttwitz (1859-1942)

M
- Gustav von Manstein (1805-1877)
- Friedrich Materna (1885-1946)
- Franz Mattenklott (1884-1954)
- Gerhard Matzky (1894-1983)
- Johannes Mayer (1893-1963)
- Emil von Meerscheidt-Hüllessem (1840-1923)
- Oskar von Meerscheidt-Hüllessem (1825-1895)
- Johann Meister (1862-1943)
- Friedrich Mieth (1888-1944)
- Albert von Mischke (de) (1830-1906)
- Arnold von Möhl (de) (1867-1944)
- Wolfgang Muff (de) (1880-1947)
- Friedrich-Wilhelm Müller (1897-1947)
- Ludwig Müller (1892-1972)

N
- Oldwig von Natzmer (1782-1861)
- Paul Nethe (de) (1849-1936)
- Ferdinand Neuling (1885-1960)
- August Wilhelm von Neumann-Cosel (1786-1865)
- Günther von Niebelschütz (de) (1882-1945)
- Hermann Niehoff (1897-1980)

O
- Franz von Oberhoffer (de) (1838-1920)
- Hans von Obstfelder (1886-1976)
- Hugo von Oidtman (de) (1835-1903)
- Friedrich Olbricht (1888-1944)
- Erwin Oßwald (de) (1882-1947)
- Eugen Ott (1890-1966)

P
- Ernst von Pfuel (1779-1866)
- Paul von der Planitz (de) (1837-1902)
- Karl von Plettenberg (1852-1938)
- Paul von Ploetz (1847-1930)
- Heinrich von Plonski (1802–1880)
- Hellmuth Prieß (1896-1944)
- Karl von Prittwitz (1790-1871)
- Kurt von Pritzelwitz (1854-1935)
- Otto von Plüskow (1852-1925)
- Alexandre de Prusse (1820-1896)
- Guillaume de Prusse (1882-1951)

R
- Bernhard von Rabenhorst (de) (1801-1873)
- Wilhelm von Radziwill (1797-1870)
- Siegfried Rasp (1898-1968)
- Albert von Rauch (1829-1901)
- Gustav von Rauch (1774-1841)
- Hermann Recknagel (1892-1945)
- Hermann Reinecke (1888-1973)
- Hermann Reinicke (de) (1870-1945)
- Walther Reinhardt (1872-1930)
- Julius Riemann (1855-1935)
- Enno von Rintelen (de) (1891-1971)
- Dietrich von Roeder (1861-1945)
- Edgar Röhricht (1892-1967)
- Karl von Roques (1880-1949)
- Ernst von Rüchel (1754-1823)

S
- Benignus von Safferling (de) (1824-1899)
- Friedrich-August Schack (1892-1968)
- Walther Bronsart von Schellendorff (1833-1914)
- Max von Schenckendorff (1875-1943)
- Heinrich Scheüch (1864-1946)
- Bernhard von Schkopp (1817-1904)
- Kurt von Schleicher (1882-1934)
- Hans Schmidt (1877-1948)
- Rudolf Schmundt (1896-1944)
- Wilhelm Schneckenburger (1891-1944)
- Rudolf Schniewindt (de) (1875-1954)
- Walter Schroth (1882-1944)
- Albrecht Schubert (1886-1966)
- Friedrich Schulz (1897-1976)
- Felix Schwalbe (1892-1974)
- Viktor von Schwedler (1885-1954)
- Hans Lothar von Schweinitz (1822-1901)
- Kurt von Schwerin (1817-1884)
- Adolf von Seckendorff (de) (1857–1941)
- Richard von Seeckt (1833-1909)
- Friedrich Siebert (1888-1950)
- Georg von Sodenstern (1889-1955)
- Hans Speth (1897-1985)
- Otto Sponheimer (1886-1961)
- Baptist von Stephan (de) (1808-1875)
- Albrecht Steppuhn (de) (1877-1955)
- Kuno Arndt von Steuben (1855–1935)
- Gustav von Stiehle (1823-1899)
- Hermann von Strantz (1853–1936)
- Erich Straube (1887-1971)
- Otto von Strubberg (1821-1908)
- Carl-Heinrich von Stülpnagel (1886-1944)
- Edwin von Stülpnagel (de) (1876-1933)
- Otto von Stülpnagel (1878-1948)
- Richard von Süßkind-Schwendi (1854-1946)

T
- Ludwig von der Tann-Rathsamhausen (1815-1881)
- Bogislav Friedrich Emanuel von Tauentzien (1760-1824)
- Hans von Tettau (de) (1888-1956)
- Georg Thomas (1890-1946)
- Helmut Thumm (1895-1977)
- Kurt von Tippelskirch (1891-1957)
- Rudolf Toussaint (de) (1891-1968)
- Lothar von Trotha (1848-1920)
- Erich von Tschischwitz (de) (1870-1958)

U
- Walther von Unruh (de) (1877-1956)

V
- Julius von Verdy du Vernois (1832-1910)
- Erwin Vierow (1890-1982)
- Eduard Vogel von Falckenstein (1797-1885)
- Maximilian Vogel von Falckenstein (1839-1917)
- Konstantin Bernhard von Voigts-Rhetz (1809-1877)
- Paul Völckers (1891-1946)

W
- Alfred Wäger (1883-1956)
- Friedrich Wilhelm Walther von Walderstötten (de) (1805-1889)
- Hugo von Wasielewski (1853-1936)
- Wilhelm Wegener (1895-1944)
- Karl Weisenberger (1890-1952)
- August von Werder (1808-1887)
- Wilhelm Wetzel (1888-1964)
- Georg Wetzell (de) (1869-1947)
- Friedrich Wiese (1892-1972)
- Gustav Anton von Wietersheim (1884-1974)
- Mauritz von Wiktorin (1883-1956)
- Hans von Winterfeld (1857-1914)
- Joachim Witthöft (1887-1966)
- Otto Wöhler (1894-1987)
- Ludwig Wolff (1893-1968)
- Wilhelm von Woyna (1819-1896)
- Hugo von Wasielewski (1853-1936)

Z
- Gustav-Adolf von Zangen (1892-1964)
- Hans Zorn (1891-1943)